# Никола Маю
Никола Маю (на френски: Nicolas Mahut) е френски тенисист.

## Биография
Никола Маю е роден на 21 януари 1982 г. в Анже, Франция.
Той живее в Булон-Бианкур, предградие на Париж, близо до стадиона на Ролан Гарос. Запознава се със съпругата си Виржини през 2007 г., имат сина Натанел, роден на 18 август 2011 г.

## Кариера
Никола Маю става световен номер 1 на двойки на 6 юни 2016 г., като задържа челната позиция в ранглистата общо 39 седмици и печели общо 37 титли на двойки, включително финалите на ATP през 2019 и 2021 г. Той е петкратен шампион на Големия шлем на двойки, печели седем титли от Мастърс 1000 на двойки. 
На сингъл Маю достига най-високо място в класацията на ATP, като световен номер 37, през май 2014 г. Печели четири титли на най-високо ниво, всичките на тревни кортове. Най-добрият му резултат от Големия шлем на сингъл е на Уимбълдън през 2016 г., когато стига до четвъртия кръг. На Шампионата през 2010 г. Маю е част от най-дългия мач в историята на професионалния тенис срещу Джон Иснър в първия кръг. Иснър го победи със 70–68 в петия сет след над 11 часа игра.

## Кариерна статистика

### ATP финали на сингъл (4 титли; 6 финала)
|        | П–З | Година | Турнир                 | Клас         | Настилка | Опонент            | Резултат                |
| ------ | --- | ------ | ---------------------- | ------------ | -------- | ------------------ | ----------------------- |
| Загуба | 0–1 | 2007   | Куинс Клъб Чемпиъншипс | Международни | Трева    | Анди Родик         | 6–4, 6–7(7–9), 6–7(2–7) |
| Загуба | 0–2 | 2007   | Зала на славата Оупън  | Международни | Трева    | Фабрис Санторо     | 4–6, 4–6                |
| Победа | 1–2 | 2013   | Росмален Чемпиъншипс   | 250 серии    | Трева    | Станислас Вавринка | 6–3, 6–4                |
| Победа | 2–2 | 2013   | Зала на славата Оупън  | 250 серии    | Трева    | Лейтън Хюит        | 5–7, 7–5, 6–3           |
| Победа | 3–2 | 2015   | Росмален Чемпиъншипс   | 250 серии    | Трева    | Давид Гофен        | 7–6(7–1), 6–1           |
| Победа | 4–2 | 2016   | Росмален Чемпиъншипс   | 250 серии    | Трева    | Жил Мюлер          | 6–4, 6–4                |